# Mount Jumullong Manglo
Mount Jumullong Manglo är ett berg i Guam (USA).   Det är gränspunkt mellan kommunerna Agat, Talofofo och Umatac, i den sydvästra delen av Guam, 18 km sydväst om huvudstaden Hagåtña. Toppen på Mount Jumullong Manglo är 391 meter över havet.